# Proteus vulgaris
Proteus vulgaris är en gramnegativ stavformad bakterie. Den tillhör enterobacteriaceae och finns i tarmfloran och kan orsaka urinvägsinfektion. Bakterien producerar ureas. Förutom urinvägsinfektion kan bakterien ge sårinfektion, bakteriemi och i enstaka fall meningit.